# Berville-sur-Mer
Berville-sur-Mer es una comuna francesa en la región administrativa de la Alta Normandía, en el departamento de Eure. Se extiende por una área de 5,09 km², con 438 habitantes, según los censos de 1999, con una densidad de 86 hab/km².

## Geografía
- Altitud: 27 metros.
- Latitud: 49º 25' 59" N
- Longitud: 000º 22' 00" E
- Wikimedia Commons alberga una categoría multimedia sobre Berville-sur-Mer.

- Datos: Q1010361
- Multimedia: Berville-sur-Mer / Q1010361

1. ↑  Worldpostalcodes.org, código postal n.º 27210.
2. ↑  INSEE, Datos de población para el año 2012 de Berville-sur-Mer (en francés).